# Elena Bacaloglu
Elena A. Bacaloglu, também conhecida como Bakaloglu, Bacaloglu-Densusianu, Bacaloglu-Densușeanu etc. (em francês: Hélène Bacaloglu; Bucareste, 19 de dezembro de 1878 – 1947 ou 1949), foi uma jornalista, crítica literária, romancista e militante fascista romena. Sua carreira em Letras produziu uma introdução à obra de Maurice Maeterlinck (1903), vários outros ensaios críticos e dois romances. Ela se casou e se divorciou do escritor Radu D. Rosetti, então Ovídio Densusianu, o poeta simbolista e teórico literário.
Bacaloglu viveu a maior parte de sua vida posterior no Reino da Itália, no qual ela foi filiada aos círculos literários e políticos. Seus seguintes trabalhos incluíram campanhas para o Pan-latinismo e o irredentismo romeno. Esta segunda carreira atingiu o pico no final da Primeira Guerra Mundial, quando Bacaloglu se envolveu com o fascismo italiano. Apresentada a Benito Mussolini e Benedetto Croce, ela ajudou a transplantar o fascismo em solo romeno. Seu Movimento Cultural e Econômico Nacional Ítalo-Romeno era um partido político menor e heterodoxo, mas conseguiu chamar a atenção com sua defesa da violência política.
Este movimento fascista romeno clássico fundiu-se no mais poderoso Fascio Nacional Romeno, depois reconstruiu-se sob a liderança de Bacalogu. Sobreviveu aos problemas de 1923, mas foi dissolvida por ordem do governo em 1925 e foi totalmente ofuscada pela Guarda de Ferro. Evitada por Mussolini, Bacaloglu viveu suas últimas décadas em relativa obscuridade, enredada em intrigas políticas. Suas ideias fascistas foram adotadas por alguns de sua família, incluindo seu irmão Sandi e seu filho Ovid O. Densusianu.

## Biografia

### Primeiros anos e estreia como crítica literária
Bacaloglu, cujo nome é o turco para "filho do merceeiro" (var. Bakkaloğlu), eram uma família de importância social e política, descendente do búlgaro-romeno Ion DH Bacaloglu, um beneficiário da Ordem de Santo Estanislau. Os avós de Elena foram mencionados pela primeira vez em Bucareste por volta de 1826, tendo vivido na Valáquia como estrangeiros e mantido seus negócios como especuladores de imóveis. O pai de Elena era o administrador civil de Bucareste, Alexandru Bacaloglu (1845–1915), conforme dito pelo cientista Emanoil Bacaloglu. Ele era casado com Sofia G. Izvoreanu (1854-1942). Os filhos de Alexandru e Sofia, além de Elena, eram: Constantin (1871–1942), médico da Universidade de Iaşi; Victor (1872–1945), engenheiro, escritor e jornalista; e George (Gheorghe) Bacaloglu, oficial de artilharia e literato. Outro irmão, o advogado Alexandru "Sandi" Bacaloglu, era menos conhecido até que um incidente de 1923 o impulsionou para a arena pública.
Elena nasceu em Bucareste em 19 de dezembro de 1878. Em comparação com outras mulheres romenas do fin de siècle, e mesmo com alguns homens, ela era totalmente alfabetizada, tendo seus diplomas na Faculdade de Letras da Universidade de Bucareste e no Collège de France. Seus interesses de estudos foram sobre a cultura francesa, história da arte e filosofia. Foi em Paris (onde foi acompanhada por Constantin Bacaloglu) que conheceu Ovídio Densusianu, seu futuro amante. No entanto, seu primeiro casamento foi com Radu D. Rosetti, que se tornaria um advogado bem sucedido e um poeta neorromântico. Alegadamente, ela se apaixonou "loucamente", enfrentou a resistência de seus pais, convencendo-as a aprová-lo seu relacionamento. Eles ficaram noivos em 19 de dezembro de 1896 e tiveram seu casamento religioso em janeiro do ano seguinte, com o político Nicolae Filipescu como padrinho. Eles tiveram uma filha juntos.
O casamento não durou: em 1897, incapaz de sobreviver, Rosetti abandonou sua esposa e filha, que se mudaram de volta para a casa de Alexandru Bacaloglu. Em junho de 1898, ela tentou suicídio com um tiro no peito e foi salva por uma intervenção de emergência no pulmão direito. O divórcio Rosetti-Bacaloglu foi registrado em 1899. Em 7 de agosto de 1902, Elena casou-se com Ovídio Densusianu, que estava rapidamente se tornando o teórico do simbolismo romeno. O historiador Lucian Nastasă descreve a deles como uma união estranha. Elena era "extremamente bonita"; Ovídio, muito menos alfabetizado que sua esposa, também era "baixinho e manco". Eles tiveram um filho, Ovid Jr (ou Ovid O. Densusianu), nascido em março ou abril de 1904.
Bacaloglu estreou seu editorial em 1903, quando Editura Socec publicou sua monografia Despre simbolizm și Maeterlinck ("Sobre o simbolismo e Maeterlinck"). Juntamente com os ensaios de Alexandru Bibescu (1893) e Izabela Sadoveanu-Evan (1908), constitui-se uma das primeiras tentativas romenas de definir os limites do simbolismo, da decandetismo e da modernidade. Na interpretação de Bacaloglu, simbolismo e decadentismo eram os dois lados de uma moeda: enquanto os decadentes deram voz à "degeneração" da raça latina do final do século XIX, os simbolistas sintetizaram o "renascimento" latino, um triunfo dos mistérios e da metafísica . Atravessando essas duas eras estavam Hothouses de Maeterlinck, que ela foi a primeira a discutir de uma perspectiva romena. Segundo o historiador literário Angelo Mitchievici, Despre simbolizm aborda a perspectiva do crítico literário como uma "fórmula participativo-impressionista, não carente de refinamento".
Em 1906, Bacaloglu também publicou seu romance psicológico, În luptă ("Em Combate"), seguido em 1908 por outro trabalho novelístico, Două torțe ("Duas Tochas"). Sua escrita foi mal revisada pelo cronista literário da Viața Românească, que argumentou que În luptă era impossível de ler. O livro foi apresentado à Academia Romena como candidato ao prêmio literário anual, mas foi rejeitado com objeções em relação à técnica de escrita "torturada" de Bacaloglu e sua fraca compreensão do romeno literário. Outras revistas, incluindo Noua Revistă Română e Convorbiri Critice, hospedavam amostras de seu trabalho literário.

### Mudança para a Itália

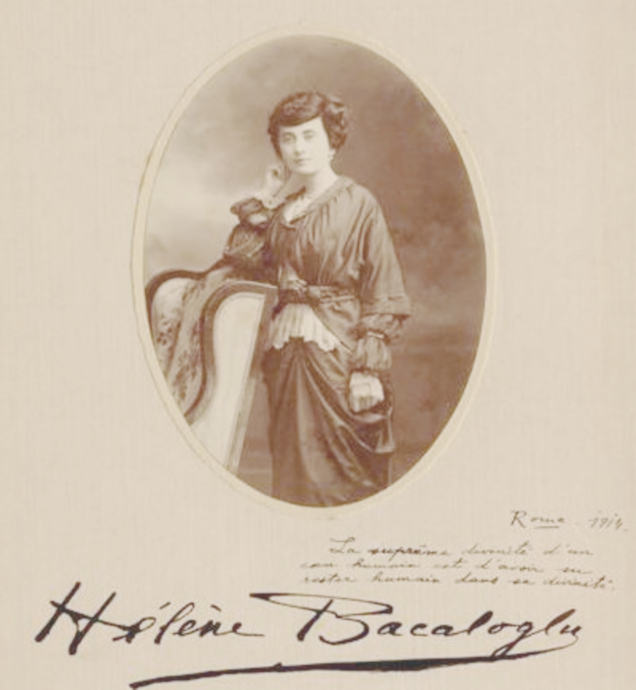
Estúdio fotográfico de Bacaloglu e dedicatória autografada, 1914

Enquanto isso, Bacaloglu se separou de Densusianu, divorciando-se dele em 1904. Tendo viajado por grande parte da Europa Ocidental, ela passou a maior parte de seu tempo na Itália, escrevendo artigos para Il Giornale d'Italia, Madame e a revista política L'Idea Nazionale. Por alguns meses em 1908, ela teve um caso com o poeta-dramaturgo Salvatore Di Giacomo, cuja Assunta Spina ela traduziu para a Convorbiri Critice (agosto de 1909). Posteriormente, ela se casou pela terceira vez, com um italiano.
No início da década de 1910, Bacaloglu estava morando em Roma, onde, em setembro de 1912, publicou uma monografia sobre o caso de amor entre o poeta romeno Gheorghe Asachi e sua musa italiana, Bianca Milesi. Após receber a medalha Bene Merenti, concedida pelo rei romeno Carlos I, ela traduziu para o francês a obra em prosa de sua consorte, Isabel de Wied. Ela também representou a Romênia na Exposição Nacional do Castelo de Santo Ângelo e, como "Hélène Bacaloglu", deu conferências em francês sobre Di Giacomo. Durante este período, ela entrou em conflito com o antiquário romeno Alexandru Tzigara-Samurcaș. Mandado pelo governo romeno, Tzigara substituiu Bacaloglu no Comitê Romeno da Exposição Nacional. Ele descreveu Bacaloglu como uma ilegítima, autonomeada, representante, e observou que a imprensa italiana também desconfiava de suas habilidades. Bacaloglu apresentou sua própria versão dos eventos em um protesto aos curadores, posteriormente publicado como um folheto.
Suas manifestações sobre Di Giacomo foram recebidas com mais simpatia: Alberto Cappelletti deu-lhes uma boa crítica em Il Giorno, e E. Console as republicou como um fascículo, contudo todas essas colaborações terminaram de maneira inesperada quando seus colaboradores ficaram insatisfeitos com seu caráter e a qualidade de sua prosa. Ela ainda continuou a ser estimada por seus pares romenos e, em 1912, foi votada na Sociedade de Escritores Romenos.
Logo após a eclosão da Primeira Guerra Mundial, Bacaloglu voltou-se para o ativismo político e o intervencionismo, fazendo campanha pela ainda neutra Romênia para se juntar às Potências da Entente e apoiando a anexação da Transilvânia, habitada pela Romênia. Para cumprir este objetivo, ela publicou em Bucareste o ensaio em língua italiana Per la Grande Rumania ("Para a Grande Romênia") e os Preuves d'amour em língua francesa. Conferences patriotiques ("Provas de Amor. Conferências Patrióticas"). Na obra de Bacaloglu, o irredentismo misturou-se com a causa do Pan-latinismo. Ela se juntou à associação pan-latina Latina Gens, que acolheu membros de todas as nações "latinas" e ansiava por uma "federação latina" de estados. Trabalhando para esta organização, ela se aproximou do general italiano Luigi Cadorna, descrito por oficiais romenos como seu "protetor", e do ministro das Relações Exteriores, Sidney Sonnino.

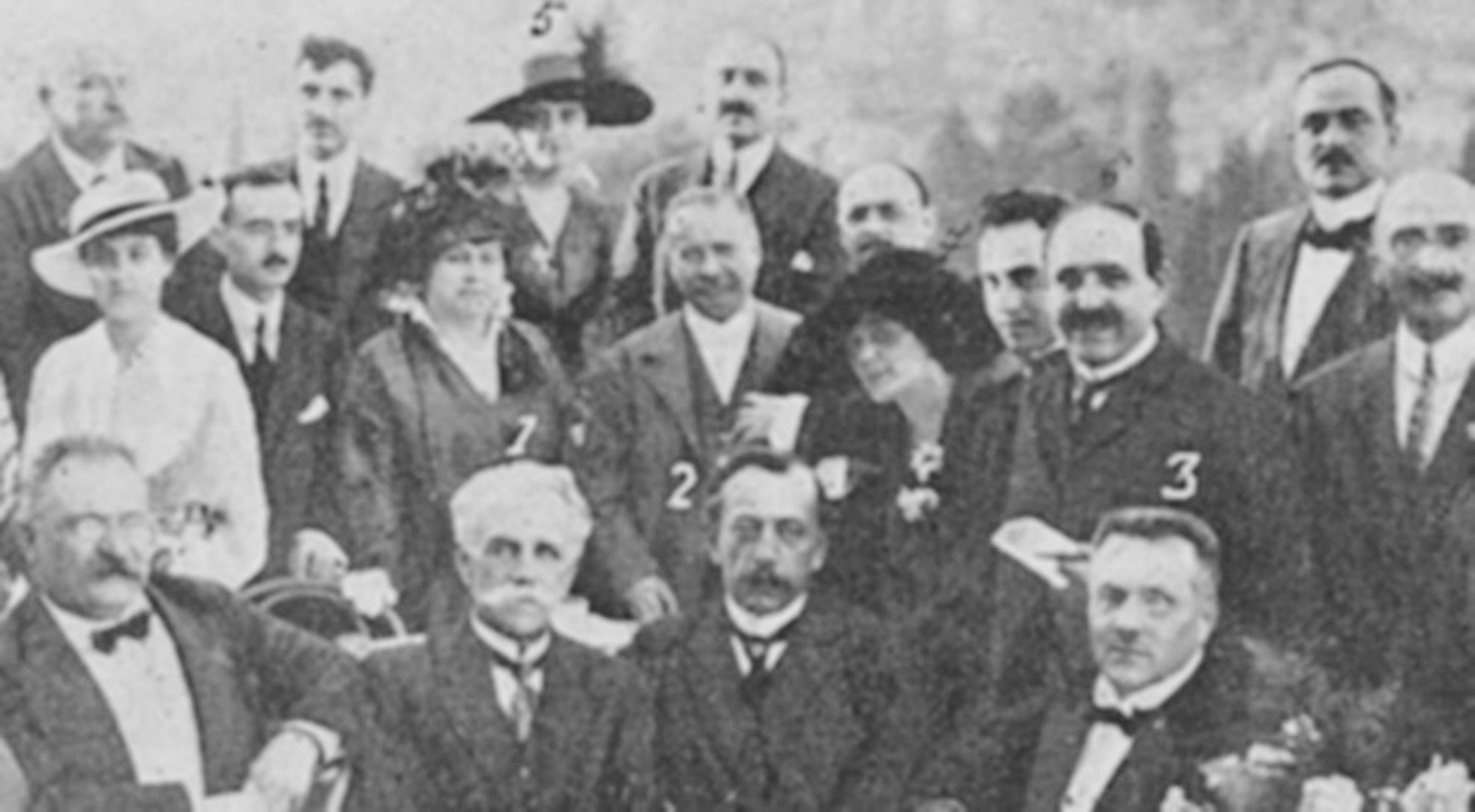
Bacaloglu (na última fila, número 5) com os membros da associação Latina Gens, reunidos em torno de Sebastião de Magalhães Lima (1) e Jules Destrée (2), em julho de 1916

Seus esforços para popularizar a causa romena entre as tropas que lutavam na frente do Norte da Itália foram interrompidos em outubro de 1917 pela Batalha de Caporetto, no qual a Itália foi derrotada, forçando Bacaloglu a se refugiar em Gênova. Posteriormente, ela desempenhou um papel na criação da "Legião Romena na Itália". Agrupando romenos da Transilvânia e simpatizantes italianos, esta formação militar lutou contra as Potências Centrais na Itália. No entanto, Bacalogu e Latina Gens não foram convidados na cerimônia de fundação da Legião, realizada em Cittaducale em junho de 1918.
De acordo com Victor Babeș, o médico e publicitário da Transilvânia, Elena Bacaloglu foi "a grande propagandista do romeno no exterior, e especialmente na Itália". A causa da "Grande Romênia" fascinou dois dos três irmãos de Bacaloglu: Victor, o autor de peças patrióticas, criou um dos primeiros jornais totalmente romenos na Bessarábia; George lutou com distinção durante a guerra de 1916, cumpriu várias missões diplomáticas, e mais tarde foi prefeito do condado de Bihor, na Transilvânia. Elena, Constantin e Victor foram todos correspondentes da revista cultural de George Bacaloglu, Cele Trei Crișuri, até a década de 1930.

### Experiência fascista
Após a guerra, Elena Bacaloglu permaneceu na Itália como correspondente do Universul, o diário de Bucareste. Uma das primeiras romenas a se familiarizar com os movimentos modernos de extrema direita na Europa e, segundo os historiadores, impulsionada por uma "enorme ambição", ela pensou em transplantar o fascismo italiano para a Grande Romênia. Este projeto a preocupava desde o "Biênio Vermelho " de 1919–1920, quando apresentou um apelo protofascista ao nacionalista italiano Gabriele d'Annunzio e escreveu artigos para Il Popolo d'Italia. Benito Mussolini, que presidiu os paramilitares Fasci Italiani, também recebeu as cartas de Bacologlu, mas ficou visivelmente cético no início. Ela também se dirigiu aos jornalistas italianos Giuseppe Bottai e Piero Bolzon, que concordaram em se tornar membros do comitê diretivo fascista romeno de Bacaloglu. Na época, Bacaloglu também era amiga do filósofo e admirador fascista Benedetto Croce, e dialogava com ele regularmente.
Assim como ela estava embarcando nesta missão ideológica, Bacaloglu foi arrastada para um conflito com o establishment político romeno. Na Câmara dos Deputados italiana, o Partido Nacional Fascista de Mussolini assumiu sua causa: em agosto de 1920, o deputado Luigi Federzoni acusou o Estado romeno de tentar sequestrar e silenciar Bacaloglu, "uma pessoa da mais alta respeitabilidade". Em 1922, o tribunal de Casale Monferrato ouviu sua queixa contra a Romênia por questões de direitos autorais. Bacaloglu novamente reclamou que os agentes romenos de Siguranța tentaram sequestrá-la durante a Conferência de Gênova. No mesmo ano, o deputado fascista Alessandro Dudan ficou do lado de Bacaloglu em seu conflito com as autoridades romenas, observando que estas estavam abusando de seus poderes. Bacaloglu e suas reivindicações foram evitadas por sucessivos embaixadores romenos, uma vez que a observaram que ela sofria de uma "mania de perseguição".
O próprio Mussolini reconheceu a admiração de Bacaloglu. Ele tinha afinidade com Bacaloglu, enviando-lhe instruções detalhadas sobre o "expansionismo latino" e sobre a cooperação econômica contra o capitalismo. Estes foram divulgados por Bacaloglu em sua brochura Movimento nazionale fascista italo-romeno. Creazione e governo ("Movimento Fascista Ítalo-Romeno Nacional. Criação e Direção"), publicado em Milão após a vitoriosa "Marcha sobre Roma" de Mussolini. Procurando "aproximar o chefe fascista [Mussolini] do curso político da Romênia", Bacaloglu também fez esforços visíveis para impedir uma reaproximação entre a Itália e o rival da Romênia, a Regência da Hungria. Ela denunciou as políticas externas da Romênia em artigos que escreveu para os jornais italianos, retratando políticos liberais como lacaios da República Francesa.
Durante o ano de 1921, com a aquiescência de Mussolini, Bacaloglu fez parte de uma associação fascista ítalo-romena, mais tarde conhecida como Movimento Cultural e Econômico Nacional ítalo-romeno (MNFIR). Seus seguidores começaram a criar ligas fascistas na Romênia – um dos primeiros clubes foi fundado na capital regional da Transilvânia, Cluj-Napoca. A principal diferença entre os fascistas italianos e romenos era sua posição respectiva sobre a "Questão Judaica": o movimento ítalo-romeno era antissemita; os Fasci originais não eram. O objetivo foi apoiado por outros Constantin Bacaloglu, em seu trabalho na Universidade de Iaşi. Trabalhando com o líder de opinião antissemita AC Cuza, ele deu apoio aos desordeiros que pediram a expulsão da maioria dos estudantes judeus romenos e toleraram o simbolismo fascista. No entanto, segundo a cientista política Emanuela Costantini, a agenda antissemita do Movimento era comparativamente "moderada"; ela destaca as outras ideias de Bacaloglu: "uma desindustrialização nos moldes populistas" e uma versão de nacionalismo fortemente inspirada no movimento Action Française.
O ramo romeno do fascismo italiano sempre foi menor e disputava a atenção com uma infinidade de grupos paramilitares. Como sugerido por Costantini, compartilhava seu anticomunismo e desprezo pela democracia, mas era o único a ser diretamente inspirado por Mussolini. Em 1922, o MNFIR se dividiu, e suas seções mais poderosas, presididas por Titus Panaitescu Vifor, fundiram-se com o Fascio Nacional Romeno (FNR). No entanto, em 1923, Bacaloglu voltou para a política central como líder do MNFIR reconstruído, diretamente modelado no Fasci Italiani. Em 30 de dezembro daquele ano, ela fundou o semanário de propaganda Mișcarea Națională Fascistă, do qual ela também era a "diretora política". Apenas cerca de cem pessoas foram persuadidas a aderir, embora, como observa o historiador Francisco Veiga, muitos representassem os estratos mais ativos da sociedade romena (soldados, estudantes). Células poderosas gravitavam em torno da Universidade de Cluj (Transilvânia) e da própria Universidade Iaşi de Constantin Bacaloglu. As próprias mulheres estavam em grande parte ausentes: ainda não concedidas o voto sob a Constituição de 1923, elas geralmente preferiam se inscrever em organizações especificamente feministas e nunca foram populares com os partidos fascistas romenos mais significativos (incluindo, a partir de 1927, a Guarda de Ferro).

### Repressão antifascista e declínio como crítica literária
Ao longo de sua curta existência, a associação de Bacaloglu foi muito veemente em condenar o status quo romeno e o Tratado de Versalhes. Ela acreditava que a Pequena Entente, que era parcialmente dedicada a combater o irredentismo italiano, mas incluía a Romênia, deixaria os dois países vítimas da exploração capitalista e judaica. Alguns relatórios sugerem que o "fascismo romeno" assumiu a responsabilidade de ameaçar os inimigos que foram depostos, mas politicamente ambicioso, como o Príncipe herdeiro Carlos II (que de fato não aprovava os fascistas romenos). Em outubro de 1923, Nicolae Iorga, um historiador que se opôs ao retorno de Carlos II, acusou a organização de lhe enviar cartas de ódio.
O MNFIR tornou-se objeto de repressão governamental, logo depois que o estudante antissemita Corneliu Zelea Codreanu foi preso sob a acusação de terrorismo. Codreanu tentou assassinar a equipe de Adevărul, incluindo o gerente judeu Iacob Rosenthal, e, durante os interrogatórios, implicou outras alianças fascistas. Seu depoimento foi contestado por Vestul României, o jornal pró-fascista de Timişoara, que afirmou: "A tentativa [...] não é obra de terroristas, como foi rapidamente proclamado por alguns de nossos colegas, mas a mera vingança de um Sandi Bacaloglu, que desejava defender a honra de sua irmã, que havia sido comprometida por um artigo Adevărul, em que se alegava que Elena Bacaloglu havia sido condenada por imodéstia pelo tribunal de apelação de Gênova." Várias outras teorias circulam sobre a motivação de Codreanu, mas sabe-se que seu grupo de assassinos incluía um homem da FNR, Teodosie Popescu, e também que o ato foi celebrado na mídia da FNR.
A notícia foi retomada em outro jornal da Transilvânia, Clujul, que afirmava que "o advogado Bacaloglu" havia "se vingado do caluniador de sua irmã". Ainda de acordo com Clujul, Vifor, que morava em Roma e não estava envolvido no incidente de Rosenthal, permaneceu reconhecido como o "líder fascista" - como presidente da FNR. Enquanto isso, George Bacaloglu, entrevistado pela imprensa, negou qualquer ligação com o movimento de sua irmã. Segundo o historiador Armin Heinen, o MNFIR nunca foi um partido de pleno direito, enquanto o movimento mais poderoso de Vifor poderia apresentar uma plataforma mais atraente para alguns seguidores desiludidos de Bacaloglu. A FNR era explicitamente nazista e também corporativista e, como tal, ainda tinha pouco a ver com o programa mussoliniano. Um pouco maior em número, conseguiu absorver outros dois clubes políticos nacionalistas, surgindo dessa fusão com um programa de apoio à política ditatorial e à expulsão de todos os estrangeiros.
Sandi Bacaloglu logo foi preso, enfrentando acusações de tentativa de assassinato e sedição. O tribunal apenas o inocentou das acusações mais graves e o multou em 50 leus romenos. Os relatos divergem sobre o que aconteceu com o partido fascista de Elena Bacaloglu. Ela teve destaque como fundadora do sucessor Movimento Nacional Fascista (MNF), fechado pela polícia romena em 1925. No entanto, este principal partido da Transilvânia não tinha uma ligação direta com o Bacaloglu. Antes da repressão policial, o FNR anunciou em Clujul seu objetivo de destruir "as intrigas dos estrangeiros", e seu lema ("O Fascio não esquece!"). Também informou aos transilvanianos que Sandi Bacaloglu, recentemente libertado e se apresentando como enviado de Mussolini, não era fascista e não poderia reivindicar representar nenhum partido fascista local.
Bacaloglu tornou-se uma persona non grata e foi deportada da Itália assim que Mussolini tomou conhecimento de sua postura dissidente. Um relatório da polícia romena do período sugere que o "Partido Fascista da Romênia" pretendia se juntar à Liga de Defesa Nacional-Cristã (LANC) de Cuza e Codreanu e à Ação Romena, em um "Partido Cristão Nacional". Em outubro de 1925, no entanto, Cuza anunciou oficialmente que o Fascio Nacional Romeno, a Ação Romena e o Partido Social-Cristão da Transilvânia haviam votado para dissolver e se fundir com a Liga, com o objetivo comum de ser "a eliminação dos kikes". Sandi Bacaloglu assinou seu nome no recurso como representante do Fascio e tornou-se membro do conselho executivo do LANC, junto com Ioan Moța, Ion Zelea Codreanu, Iuliu Hațieganu, Valeriu Pop e Iuniu Lecca. Depois, Sandi Bacaloglu concorreu nas eleições gerais de 1926 na mesma lista de Cuza e Codreanu.
Em 1927, sua irmã ainda reivindicava ser líder do "movimento fascista nacional", com sede temporária na "Casa Solacoglu", em Moșilor. Ela também prosseguiu sua disputa com o estado romeno. Ela alegou que as autoridades ainda lhe deviam cerca de 4 milhões de lei, que ela tentou obter do Ministro do Interior, Octavian Goga, e do presidente da Sociedade de Escritores, Liviu Rebreanu. De acordo com suas cartas enviadas para Rebreanu, ela fazia alusões transparentes à possibilidade de ajuda mútua, mas, sugere que o pesquisador Andrei Moldovan era incoerente e desnecessariamente arrogante.

### Últimos anos

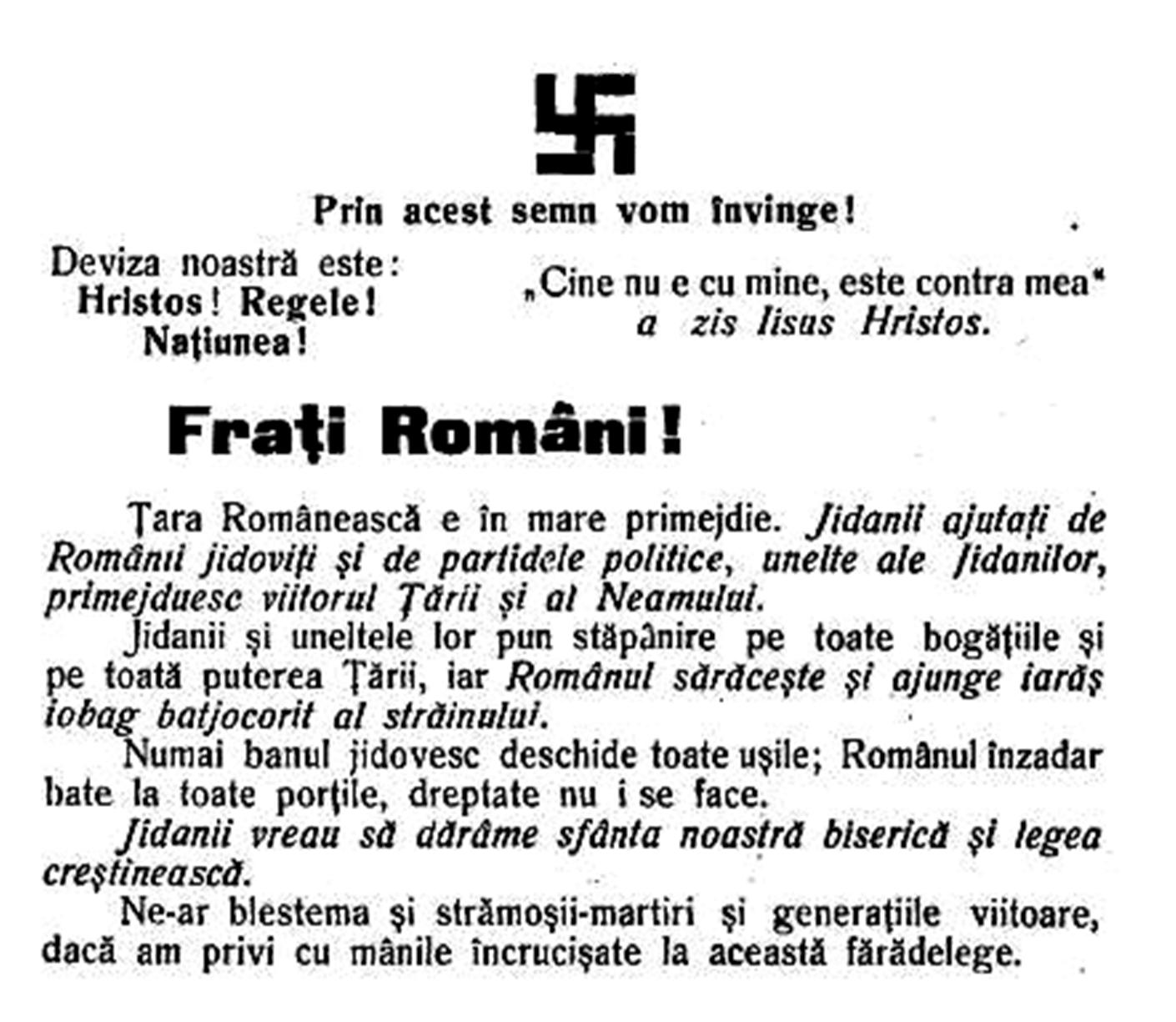
Manifesto de 1928 da Liga de Defesa Nacional-Cristã, publicado sob o logotipo da suástica. Proclama: "Irmãos romenos! A Terra dos Romenos enfrenta um grande perigo. Os kikes, com a ajuda de romenos judaizados e dos partidos políticos, como instrumentos dos kikes, estão a jogar com o futuro do País e do Povo."

Em 1928, Bacaloglu deixou a Romênia em uma visita ao Reino da Espanha, onde continuou a fazer campanha pelo Pan-latinismo e colaborou com La Gaceta Literaria. Este último a apresentou como "aquele tipo feminino da Europa Central, dedicado ao jornalismo, ao trabalho de embaixada, a missões em ziguezague e ousadas". Além disso, Vifor teria suspendido sua atividade em janeiro de 1929, quando foi escolhido para um posto diplomático em Barcelona. Posteriormente, ele retornou a Bucareste como representante da agência de notícias Balcan Oriente. Também em 1929, o fascio romeno foi revivido pela terceira e última vez, quando um certo coronel August Stoica tentou usá-lo em seu golpe contra o governo, descrito como uma "conspiração operística" ou uma "conspiração caótica". Os conspiradores foram presos e submetidos a um julgamento público, durante o qual a acusação invocou a Lei Mârzescu contra a sedição fascista e comunista.
A própria Bacaloglu permaneceu ativa à margem da política romena, testemunhando de lado como o príncipe Carlo II retomou ao seu trono com a ajuda de Iuliu Maniu e do Partido Nacional dos Camponeses. Ela abordou o governo de Maniu e o Ministério das Relações Exteriores com ofertas de apoio e reclamações sobre perseguições passadas, mas elas foram mal recebidas. Ela acabou sendo autorizada a voltar para a Itália em apoio ao esforço de propaganda romeno, protegido pelo subsecretário nacional camponês, Savel Rădulescu (e, supostamente, pelo Nicolae Titulescu da Liga das Nações), mas perdeu o endosso em uma subsequente transferência de poder. Ela continuou com seus apelos a Rebreanu (que também estava sendo solicitado a ajudar George Bacaloglu a reviver Cele Trei Crişuri) e o escritor-burocrata Eugen Filotti. Em 1931, ela alegou que uma conspiração, encabeçada pelo diplomata Filip Lahovary e pelos líderes do Partido Nacional Liberal, queria assassiná-la “pela fome” e a impedia até de falar com pessoas de influência. Bacaloglu afirmou ainda que, em troca do reconhecimento do apoio financeiro, poderia obter o aval de Mussolini para os Camponeses Nacionais, que eram da oposição.
Sandi Bacaloglu continuou um ativista do LANC e depois se juntou ao sucessor Partido Cristão Nacional (PNC), concorrendo nas eleições legislativas de 1937 no Setor Negro de Bucareste. Como líder do PNC de Bucareste, ele também liderou batalhas de rua com um grupo dissidente menor do LANC, o Fire Swastika. A essa altura, o filho de Elena com Densusianu também estava entrando na vida pública. Alfabetizado na Itália e na Romênia, Ovídio Jr formou-se como professor e depois se tornou assessor de imprensa no Ministério do Interior. Ele também tinha perspectivas de se tornar um escritor, e é especialmente lembrado por um romance de 1937, Stăpânul ("O Mestre"). Ele aderiu à ideologia fascista de sua mãe e tio: foi redator do jornal da Guarda de Ferro Porunca Vremii, traduziu os ensaios políticos de Mussolini e Antonio Beltramelli e fez campanha em apoio à Itália durante a Guerra da Etiópia. Em maio de 1936, ele ajudou Mihail Manoilescu a se manter a rede local de Comitês de Ação Fascista (CAUR).
Sempre um crítico ferrenho do fascismo, Ovid Densusianu Sr morreu de maneira inesperada em 8 de junho de 1938, após cirurgia e sepse. Um ano depois da Segunda Guerra Mundial, Elena estava novamente morando em Roma, mas teve que voltar para a Romênia porque, como ela disse, "falsos nacionalistas latinos" queriam que ela fosse embora. Ela recebeu novos documentos atestando sua mudança para Bucareste, e ainda morava lá em abril de 1945. No mesmo período, Titus Vifor reativou seu fascismo. Ele foi escolhido pelo "Estado Nacional Legionário" da Guarda de Ferro para dirigir o Escritório de Propaganda Romeno em Roma, o lado dos escritores Aron Cotruş e Vintilă Horia, e, em maio de 1941, tornou-se seu presidente.
Na velhice, Bacaloglu foi testemunha no golpe de Estado em agosto de 1944, a ocupação soviética e a transição do fascismo para a democracia, e depois para o comunismo. Em 1947, ela vendeu as cartas que havia recebido de literatos italianos ao publicitário IE Torouțiu, que as repassou para a Biblioteca da Academia Romena. Ela manteve contatos amigáveis com o escritor de esquerda Gala Galaction, mas mesmo assim viveu para ver os efeitos da retaliação política e da recessão na família Bacaloglu: sua filha com Rosetti foi demitida de seu cargo no governo.
Bacaloglu morreu mais tarde naquele ano (ou, segundo algumas fontes, em 1949), e foi enterrada no cemitério de Bellu. Ela foi socorrida por Ovídio Jr. Após o estabelecimento oficial da Romênia comunista, ele se concentrou em seu trabalho como filólogo, mas ainda foi preso em 1958 e passou seis anos como preso político. Ele morreu em Bucareste, em 19 de abril de 1985.